# Die Nacht der Erkenntnis
Die Nacht der Erkenntnis war der Titel des “ersten deutschen Tonplatten -Vortragsfilms”, in welchem Ruth Weyher und Fritz Kortner die “Offenbarung einer Ehe” vorführten. Der Film, der dabei “die geheimsten Regungen der Seele bloslegte”[sic], hatte laut Plakat 6 Akte, die “mit neuartiger künstlerischer Musik-Illustration von ungeahnter Wirkung” versehen waren.
Dass der Mediziner Kurt Thomalla dazu einen einführenden Vortrag hielt, erinnert an Vorgehensweisen, wie sie zu “Aufklärungsfilmen” ab Beginn der 1920er Jahre im Schwange waren. Dass im Text des Plakats der Nadeltonfilm gegen den Lichttonfilm ausgespielt wird, verweist dagegen eher ans Ende der Weimarer Republik, als beide Verfahren in den Lichtspielhäusern noch konkurrierten.
Mit Musikillustrationen auf Lichtton (movietone) waren stumme Filme in den USA ja bereits ab 1927 herausgebracht worden, darunter neben William A. Wellmans Fliegerfilm Wings auch Murnaus Sonnenaufgang – Lied von zwei Menschen (Originaltitel Sunrise).
Laut Filmportal.de war der Film eine Produktion der Eiko-Film GmbH des Produzenten Franz Vogel, die im Oktober 1918 [sic] der Zensur zur Prüfung vorgelegen habe. Leider fehlen darüber hinaus gehende Angaben, vor allem zu den Mitwirkenden. Das kann nicht der Film sein, um den es hier geht.
Der einzige Stummfilm, in dem Weyher und Kortner zusammen auftraten, war Arthur Robisons „Schatten – Eine nächtliche Halluzination“ von 1923.
Das war eine Produktion der Pan-Film GmbH Berlin, die auch unter dem Titel „Schatten – Die Nacht der Erkenntnis“ verliehen wurde. Das Plakat zu „Die Nacht der Erkenntnis“ bei filmportal.de zeigt Ruth Weyher in einer Pose, die sie auch in „Schatten“ einnimmt.
War »Der erste Tonplatten-Vortragsfilm« also eine mit Schallplatten ‘nachgetonte’ Wiederaufführung von Robisons „Schatten“ von 1923? Das Beispiel von Waldemar Rogers „Die zwölfte Stunde“, der „nach dem Verfahren der Organon GmbH im Polyphon-Grammophon-Konzern“ mit Schallplatten musikalisch illustrierten Neuauflage von Murnaus “Nosferatu”, lehrt, dass es möglicherweise mehr Versuche gegeben hat, ältere erfolgreiche Stummfilme mittels Nadelton preisgünstig wieder in die Kinos zu bringen. „Die Nacht der Erkenntnis“ wäre ein weiterer davon gewesen.

## Abbildungen
- Kinoplakat der »Rössle-Lichtspiele« Eppingen vom Mittwoch, den 16. März [1929 ?].
- Kinoplakat des Kinos »Capitol« : “Die große Sensation! Der große Musik-Ton-Film”